# روبنسون آر66
روبنسون آر66 (بالإنجليزية: Robinson R66)‏ مروحبة من خمسة مقاعد صنعت من قبل شركة روبنسون للمروحيات
تعتبر اسرع وأكثر مرونة من شقيقتها، روبنسون آر44, وهي الأولى من عائلة مروحيات روبنسون التي تحظى بحيز منفصل للتخزين.
تعمل على محرك عمود دوار توربيني، من نوع رولز رويز.
في 25 أكتوبر من عام 2005, حصلة على ترخيص النوع والإنتاج من قبل وكالة الطيران الفدرالية (FAA)، وبدأ تسليم طلبيات الشراء عليها في نوفمبر عام 2010.

## التطوير
أعلن في العام 2007 ان مروحية آر66, ستكون أول مروحيات الشركة التي تعمل على المحرك عمود دوار توربيني، وبهذا تكون الشركة قادرة على مجارات باقي مصنعي المروحيات مثل بيل ويوروكوبتر.
أغلب تصميم المروحية آر66 مبني على تصميم مروحية روبنسون آر44, والتي تعمل على محرك المكبس العادي، ولم يتوفر محرك عمود دوار توربيني يلائم مرحية آر66, مما دفع شركة رولز رويس لتطوير محرك مناسب لمروحية آر66.
صرحت شركة روبنسون في يونيو من عام 2009, بأنها تأخرت كثيرا في الحصول على المصادقة المطلوبة لمروحيتها آر66, ولكن في النهاية حصلت عليها في 25 أكتوبر من العام 2010, حيث اقيم حفل بهذه المناسبة في مقر الشركة في تورانس كاليفورنيا.
من المقرر ان يتم الإنتاج التمهيدي للمروحية خلال عام 2010, وسيبدأ الإنتاج الفعلي لها عام 2011, جنبا إلى جنب مع منتجات الشركة الآخرى، روبنسون آر22 وروبنسون آر44.

## التصميم

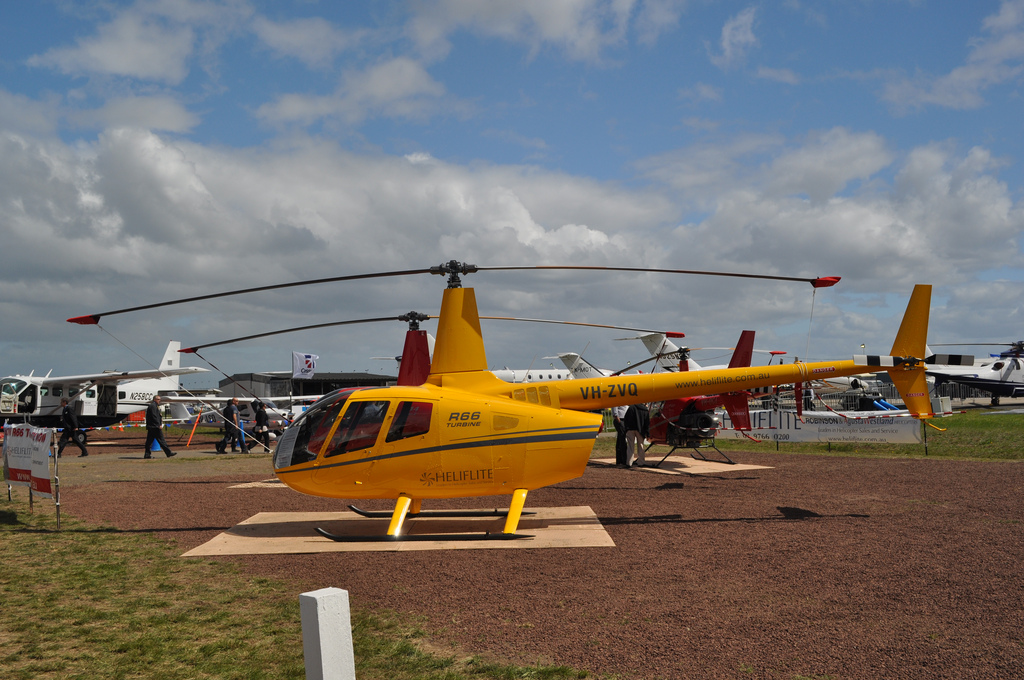
روبو آر 66

تملك مروحية روبنسون آر66 محرك منفرد مع دوار رئيسي بشفرتين وكذلك شفرتين في دوار الذيل، قوائمها على هيئة زلاجات. يتكون بدنها من صفائح مركبات الالمنيوم والحديد المطلي بالكروم،
يسع حيزن التخزين فيها 300 رطل.
تعمل المروحية على محرك آرآر300, من رولز رويس، وهو محرك دوار توربيني، والذي صنع خصيصاً لها، ويتميز بصغر حجمه، وخفته مقارنة مع محرك لايكومينغ أو-540 (o-540), في مروحية روبنسون آر44, ذو الست اسطوانات،
هذا المحرك اعطها خفة في الوزن عن نظيرتها روبنسون آر44, وكذلك ميزة في استهلاك الوقود، وتكاليف الصيانة.

## وصلات خارجية
- صفحة آر66 في موقع شركة روبنسون للمروحيات

### مروحيات شبيهة
- بيل 206
- سيكورسكي إس-434